# Kelbet Nurgazina
Kelbet Nurgazina, née le 8 juillet 1986 dans l'oblys de Karaganda, est une judokate kazakhe.

## Carrière
Lyubov Bruletova évolue dans la catégorie des moins de 48 kg. Elle est médaillée d'argent des Jeux asiatiques de 2006 et éliminée en repêchages des Jeux olympiques de 2008. 